# Sthenias maculiceps
Sthenias maculiceps är en skalbaggsart som beskrevs av Charles Joseph Gahan 1890. Sthenias maculiceps ingår i släktet Sthenias och familjen långhorningar.
Artens utbredningsområde är Sri Lanka. Inga underarter finns listade i Catalogue of Life.